# Chrysobothris pseudacutipennis
Chrysobothris pseudacutipennis es una especie de escarabajo del género Chrysobothris, familia Buprestidae. Fue descrita científicamente por Obenberger en 1940.
Se encuentra en Texas.
Las hembras miden entre 14.1-17.4 mm; los machos entre 15.7-19.7 mm.